# Memphis cluvia
Espèce
Memphis cluvia est une espèce d'insectes lépidoptères (papillons) de la famille des Nymphalidae, de la sous-famille des Charaxinae et du genre Memphis.

## Dénomination
Memphis cluvia a été décrit par Carl Heinrich Hopffer en 1874 sous le nom initial de Paphia cluvia.
Synonyme : Paphia placida Druce, 1877.

## Description
Memphis cluvia est un papillon d'une envergure d'environ 58 mm, aux ailes antérieures à bord costal bossu, apex pointu, bord externe concave près de l'apex, angle interne en crochet et bord interne très concave. Chaque aile postérieure porte une grande queue en massue.
Le dessus est bleu marine presque noir orné d'une bande bleu clair métallisé submarginale aux ailes antérieures, marginale aux ailes postérieures.
Le revers est marron et simule une feuille morte.

## Écologie et distribution
Memphis cluvia est présent en Bolivie et en Équateur,.

### Protection
Pas de statut de protection particulier.